# Molophilus wilsoni
Molophilus wilsoni là một loài ruồi trong họ Limoniidae. Chúng phân bố ở miền Australasia.